# Лига претендентов по League of Legends
Лига Претендентов, сокращённо ЛП — открытая лига СНГ по компьютерной игре League of Legends с призовым фондом в 2 млн рублей за сезон (2017), вторая по силе и значимости после Континентальной лиги. Проводится киберспортивным подразделением компании Riot Games.

## Формат соревнования
Лига претендентов разыгрывается два раза в год по стандартным для профессиональных соревнований по League of Legends правилам.

### Регулярный сезон
Участники регулярного сезона определяются итогами предыдущего сплита Лиги претендентов, Турнира продвижения и открытых квалификаций. В течение регулярного сезона каждая из восьми команд проводит по семь матчей на синей красной сторонах.
Формат регулярного сезона в весеннем сплите сезона 2017
В весеннем сплите сезона 2017 был иной формат регулярного сезона: восемь команд были разделены на две группы, проходил один круг полных серий до двух побед («best-of-three»). Это привело к уменьшению количества игр и ухудшению условий для команд по сравнению с Континентальной лигой, что вызвало критику со стороны игроков обеих лиг. В следующем сплите Riot Games вернули прежний формат регулярного сезона.

### Плей-офф
В плей-офф оказываются команды, занявшие с первое по четвёртое место в регулярном сезоне. Начиная с сезона 2017 за каждый розыгрыш плей-офф Лиги претендентов разыгрывается по 1 млн рублей (2017). Плей-офф состоит из полуфинальных серий до трёх побед, определяющих представителей Лиги претендентов в так называемом Турнира продвижения. Команды, проигравшие полуфинал, гарантируют себе место в регулярном сезоне следующего сплита Лиги Претендентов. Финальная серия, проводившаяся с момента основания лиги, упразднена в летнем сплите сезона 2017.

### Турнир продвижения
Помимо финалистов Лиги претендентов в Турнире продвижения принимают участие две команды с низа турнирной таблицы регулярного сезона Континентальной лиги. Турнир продвижения состоит их двух серий до трёх побед, в каждой из которых не могут оказаться представители одной и той же лиги, или аффилированные команды. Победители серий становятся участниками следующего сплита Континентальной лиги, проигравшие — выбывают или остаются в Лиге претендентов.

## История
Стартовый сезон Лиги Претендентов был проведён компанией Riot Games в сотрудничестве с площадкой Star Ladder в 2016 году. Прежде аналогичным соревнованием по League of Legends на постсоветском пространстве являлся дивизион ProSeries, команды которого могли получить места в высшей на тот момент лиге StarSeries (2014—2015).
Первый сплит Лиги претендентов, определявший участников Турнира продвижения летнего сплита Континентальной лиги 2016, состоялся в феврале—марте. Места в регулярный сезон стартового розыгрыша лиги по результатам открытых квалификаций достались командам «Just.MSI Alpha», «ANoX», «Hard Random Academy», «Moscow Meteors», «Team STAR», «Might Makes Right» и организации «Gambit Gaming», распустившей до этого свой европейский состав.

## Летний сплит 2017

### Участники
В летнем сплите сезона 2017 принимают участие следующие команды:
- Dragon Army
- Elements Pro Gaming
- Gambit Academy
- Glafi
- Team Just.ICE
- Team Empire
- Tricksters
- Zoff Gaming

## Финалисты плей-офф
| Сезон | Сплит | Финалисты ЛП        | Выигрыш   | Турнир продвижения (следующего сплита) | Турнир продвижения (следующего сплита) | Турнир продвижения (следующего сплита) |
| Сезон | Сплит | Финалисты ЛП        | Выигрыш   | Результат                              | Команда из LCL                         | ref                                    |
| ----- | ----- | ------------------- | --------- | -------------------------------------- | -------------------------------------- | -------------------------------------- |
| 2016  | весна | Gambit Gaming       | —         | 3:0                                    | Team Differential                      | [ 20 ]                                 |
| 2016  | весна | Might Makes Right   | —         | 2:3                                    | RoX                                    | [ 20 ]                                 |
| 2016  | лето  | Team Just Alpha     | —         | 3:2                                    | Team Empire                            | [ 21 ]                                 |
| 2016  | лето  | Vaevictis Syndicate | —         | 3:0                                    | Team Just                              | [ 21 ]                                 |
| 2017  | весна | Team Empire         | ₽ 500 000 | 1:3                                    | RoX                                    | [ 22 ]                                 |
| 2017  | весна | Dolphins            | ₽ 300 000 | 1:3                                    | Natus Vincere                          | [ 22 ]                                 |
| 2017  | лето  | Elements Pro Gaming | ₽ 400 000 | 1:3                                    | RoX                                    | [ 23 ]                                 |
| 2017  | лето  | Tricksters          | ₽ 400 000 | 2:3                                    | Natus Vincere                          | [ 23 ]                                 |